# Arrondissement de Kataba 1
L'arrondissement de Kataba 1 est l'un des arrondissements du Sénégal. Il est situé dans le département de Bignona et la région de Ziguinchor, dans le sud du pays.
Il a été créé par un décret du 10 juillet 2008.
Il compte trois communautés rurales :
- Communauté rurale de Kataba 1
- Communauté rurale de Djinaky
- Communauté rurale de Kafountine

Son chef-lieu est Kataba 1.